# Templštejn (přírodní rezervace)
Templštejn je přírodní rezervace v okrese Znojmo. Nachází se v bezprostředním okolí zříceniny hradu Templštejna nad údolím řeky Jihlavy v katastru obce Jamolice.

## Lokalita
Rezervaci tvoří severní příkré a kamenité svahy nad řekou Jihlavou v okolí zříceniny hradu. Mateční podloží a skály jsou tvořeny granulity, eklogity a serpentinity. Horniny vytvářejí extrémní životní podmínky pro rostliny, které vytvářejí rozličné třebas i endemické formy.

## Důvod ochrany
Důvodem zřízení ochrany je výskyt vzácných druhů rostlin a hmyzu a snaha zachovat jejich přírodní stanoviště. Zvláštním zájmem ochrany je ochrana endemického jeřábu olšolistého (Sorbus alnifrons).

## Fauna a flóra
Krom zmíněného jeřábu olšolistého se v lokalitě vyskytuje lomikámen vždyživý (Saxifraga paniculata), česnek žlutý (Allium flavum), koniklec velkokvětý (Pulsatilla grandis), dřín obecný (Cornus mas), bílojetel německý (Dorycnium germanicum), dvojštítek hladkoplodý (Biscutella laevigata), brambořík nachový (Cyclamen purpurascens) a další rostliny. Z živočichů stojí v rezervaci žijí mlok skvrnitý (Salamandra salamandra), přástevník kostivalový (Euplagia quadripunctaria), roháč obecný (Lucanus cervus), tesařík obrovský (Cerambyx cerdo), lejsek bělokrký (Ficedula albicollis), žluva hajní (Oriolus oriolus), žluna zelená (Picus viridis), holub doupňák (Columba oenas), výr velký (Bubo bubo) nebo lejsek šedý (Muscicapa striata).